# جزيرة هندرسون
جزيرة هندرسون هي جزيرة غير مأهولة تقع في جنوب المحيط الهادئ. وهي جزء من مجموعة جزر بيتكيرن، إلى جانب جزر بيتكيرن وآوينو ودوسي. يبلغ طولها 9.6 × 5.1 كيلومتر (6.0 ميل × 3.2 ميل)، وتبلغ مساحتها 37.3 كيلومتر مربع (14.4 ميل مربع) وتقع على بعد 193 كيلومتر (104 نمي) شمال شرق جزيرة بيتكيرن. وهي فقيرة التربة وقليلة المياه العذبة، وهي غير صالحة للزراعة. توجد ثلاثة شواطئ في الطرف الشمالي ويتكون الساحل المتبقي من منحدرات شديدة الانحدار يصل ارتفاعها إلى 15 مترًا (50 قدمًا). وفي عام 1902، ضُمت إلى مستعمرة جزر بيتكيرن، التي أصبحت الآن إقليمًا بريطانيًا فيما وراء البحار.
هندرسون هي واحدة من آخر جزيرتين مرجانيتين مرتفعتين في العالم والتي ظلت أنظمتها البيئية غير متأثرة نسبيًا بالاتصال البشري، إلى جانب جزيرة ألدابرا في المحيط الهندي. وفي عام 1988، صُنفت ضمن مواقع التراث العالمي من قبل الأمم المتحدة. عشرة من نباتاتها المزهرة البالغ عددها 51، وجميع الطيور البرية الأربعة ونحو ثلث الحشرات وبطنيات الأقدام التي حُددت، هي كائنات مستوطنة - وهو تنوع ملحوظ بالنظر إلى حجم الجزيرة.

## التاريخ
استوطن البولينيزيون الجزيرة - ربما في وقت مبكر من عام 800 م - ولكن بحلول القرن السابع عشر تخلوا عنها. هناك أدلة جيدة على أن الجزيرة كانت مأهولة بشكل مستمر لمدة 600 عام في وقت ما بين تلك التواريخ. لا تزال أسباب هجرة السكان غير محسومة، لكنها قد تتعلق باستنفاد الموارد وكان ذلك متزامن مع هجرة البولينيزيين من جزيرة بيتكيرن في نفس الوقت تقريبًا، والذين اعتمد عليهم سكان هندرسون في العديد من الأساسيات. للحياة، وخاصةً الحجر اللازم لصنع الأدوات. ربما رحل البولينيزيون من بيتكيرن بسبب تدهور منطقة مانغاريفا المجاورة؛ وهكذا، كانت هندرسون في نهاية سلسلة من المستعمرات الصغيرة التابعة لمانغاريفا. ربما يكون البولينيزيون الذين اختفوا قد هاجروا لاحقًا إلى جزيرة أكبر إلى الشرق في جزيرة القيامة، لأنه لوحظ أن نقاط الانطلاق للاستعمار البولينيزي المبكر لجزيرة القيامة أصلاً من مانغاريفا من المرجح أن تكون من بيتكيرن وهندرسون، التي تقع في منتصف الطريق تقريبًا بين مانغاريفا وجزيرة القيامة. هناك تشابه كبير بين لغة رابا نوي والمانغاريفية المبكرة، وأيضًا تشابه بين تمثال عُثر عليه في بيتكيرن وبعض التماثيل الموجودة في جزيرة القيامة، وتتشابه أنماط الأدوات في جزيرة القيامة مع تلك الموجودة في مانغاريفا وبيتكيرن، وتطابق أنماط الأدوات التي عُثر عليها في جزيرة القيامة مع أداتين عُثر عليهما في هندرسون تشير جميعها إلى أن هندرسون وبيتكيرن كانا من أوائل نقاط انطلاق مانغاريفا إلى جزيرة القيامة، والتي، في عام 1999، تمكنت رحلة بالقوارب البولينيزية التقليدية المعاد بناؤها من الوصول إلى جزيرة القيامة من مانغاريفا بعد رحلة استغرقت سبعة عشر يومًا ونصف فقط.
في 29 يناير 1606، كان الربان البرتغالي بيدرو فرنانديز دي كويروس، الذي قاد بعثة إسبانية بحثًا عن الأرض الجنوبية العظيمة الأسطورية (تيرا أستراليس)، أول أوروبي يرى الجزيرة، وأطلق عليها اسم سان خوان باوتيستا. وبعد أكثر من 200 عام، في 17 يناير 1819، أعاد الربان هندرسون من سفينة تابعة لشركة الهند الشرقية البريطانية المسماه هرقل اكتشاف الجزيرة. بعد ستة أسابيع، في 2 مارس 1819، هبط الربان هنري كينغ على متن السفينة إليزابيث، على الجزيرة ليجد ألوان أعلام الملكية البريطانية ترفرف بالفعل علة الجزيرة. قام طاقمه بنقش اسم سفينتهم على شجرة، ولفترة من الوقت عُرفت الجزيرة باسم جزيرة إليزابيث وجزيرة هندرسون. توماس رين، ربان السفينة سوري لندن، أطلق عليها اسم جزيرة هندرسون لأنه بدا له، من محادثة أجراها مع جيمس هندرسون في فالبارايسو، أنها كانت من اكتشاف هندرسون.
في 20 نوفمبر 1820، صدم حوت العنبر سفينة صيد الحيتان (الحوّاتية) إسكس وأغرقها (التي ألهم تقرير عنها هيرمان ملفيل لكتابة موبي ديك)، ووصل طاقم السفينة المكون من 20 فردًا إلى هندرسون في 20 ديسمبر في ثلاثة قوارب حيتان صغيرة. عثروا على مصدر المياه الصالح للشرب الوحيد المعروف في الجزيرة - وهو نبع مالح على الشاطئ الشمالي، مكشوف عند نصف المد - وأكلوا الأسماك والطيور والبيض وسرطان البحر والفلفل، ولكن في غضون أسبوع استنفدوا إلى حد كبير الطعام المتاح بسهولة. لذلك، في 27 ديسمبر، أبحرت القوارب الثلاثة إلى أمريكا الجنوبية، تاركين وراءهم توماس تشابل وسيث ويكس وويليام رايت، الذين اختاروا البقاء في الجزيرة حتى أنقذوا بعد عدة أشهر، في 9 أبريل 1821.

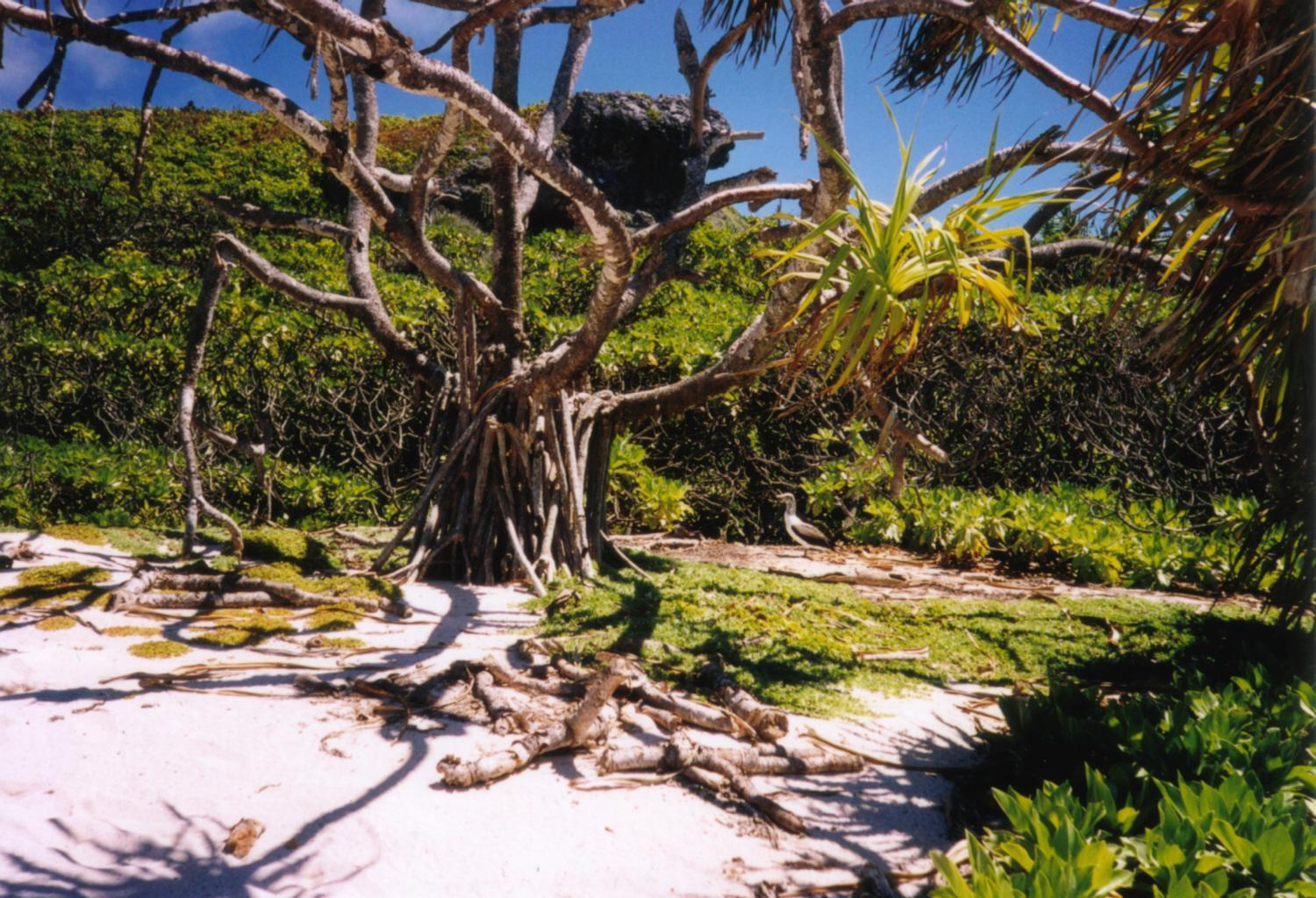
جزيرة هندرسون

في عام 1902، ضُمت جزيرة هندرسون، إلى جانب جزيرتي أوينو ودوسي، رسميًا إلى الإمبراطورية البريطانية من قبل الربان جي إف جونز، الذي زار الجزر في قاطع مع طاقم من سكان جزر بيتكيرن. في أغسطس 1937، قامت سفينة HMS Leander، في رحلة من أوروبا إلى نيوزيلندا، بإجراء مسح جوي لهندرسون وأوينو ودوسي، وغُرس العلم البريطاني في كل جزيرة وثُبت نقش يقول: "هذه الجزيرة تنتمي إلى جلالة الملك جورج السادس".
في عام 1957، عاش الأمريكي روبرت تومارشين، البالغ من العمر 27 عامًا، حياة المنبوذ في الجزيرة لمدة شهرين تقريبًا، برفقة قرد شمبانزي أليف، على ما يبدو كحيلة دعائية، حتى أنقذه ناس من بيتكيرن في زورقين طويلين.
في أوائل الثمانينيات، أبدى رجل الأعمال الأمريكي آرثر "سمايلي" راتليف اهتمامه بإنشاء قصر لنفسه على الجزيرة، مع مهبط للطائرات. وافق مجلس جزيرة بيتكيرن على خططه، ولكن الأمر لم يتم بعد أن ضغط دعاة حماية البيئة الطبيعية لحماية بيئة الجزيرة، تجاوزت وزارة الخارجية والكومنولث البريطانية القرار واستخدمت حق النقض ضد التطوير المقترح. تم إدراج جزيرة هندرسون ضمن قائمة مواقع التراث العالمي في عام 1988.
وفي عام 2019، شاركت مجموعة مؤلفة من علماء وصحفيين وصانعي أفلام وفنانين في رحلة استكشافية إلى جزيرة هندرسون للتحقيق في التلوث البلاستيكي والقمامة البحرية في الجزيرة. تقطعت السبل بخمسة من أعضاء البعثة في الجزيرة عندما انقلبت مركبتهم القابلة للنفخ. وفي عام 2021، شارك سكان جزيرة بيتكيرن في رحلة علمية لتقييم آثار تغير المناخ
في مارس 2022، وجدت دراسة استقصائية للبحرية الملكية أجرتها سفينة HMS Spey، كجزء من محاولة لتحديث الخرائط البحرية المتعلقة بأقاليم ما وراء البحار البريطانية، أن الجزيرة تقع على بعد ميل واحد (1.6 كيلومتر) جنوب موقعها المحدد. يعود تاريخ البيانات الموجودة إلى مسح جوي أجري عام 1937، مما يشير إلى خطأ حسابي عندما تم إنتاج المخطط.

## الموارد الطبيعية
منذ إدخال القوارب الطويلة ذات الهيكل المصنوع من الألومنيوم في القرن العشرين، قام سكان بيتكيرن برحلات منتظمة إلى هندرسون لجني خشب أشجار الميرو والتو. عادًة، يغامرون بالذهاب إلى هندرسون مرة واحدة سنويًا، لكن يمكنهم القيام بما يصل إلى ثلاث رحلات إذا كان الطقس مناسبًا. وينحت سكان بيتكيرن الخشب ليصنعوا منه تحفًا للسياح، ويستمدون منه جزءًا كبيرًا من دخلهم.

## الجغرافية
جزيرة هندرسون هي جزيرة مرجانية مرتفعة تشكل مع بيتكيرن ودوسي وآوينو مجموعة جزر بيتكيرن. أقرب كتلة أرضية رئيسية لها هي قارة أمريكا الجنوبية، على بعد أكثر من 5000 كيلومتر (2700 ميل بحري). تجلس هذه الجزيرة الحجر جيرية المرجانية فوق تلة مخروطية الشكل (يُفترض أنها بركانية)، وترتفع من عمق يبلغ قرابة 3500 متر (11500 قدم). يتكون سطحها في الغالب من أنقاض الشعاب المرجانية والحجر الجيري المشرح - وهو مزيج شديد الوعورة من القمم شديدة الانحدار والحفر الضحلة. الجزيرة محاطة بمنحدرات شديدة الانحدار من الحجر الجيري يصل ارتفاعها إلى 15 مترًا (50 قدمًا).
هناك ثلاثة شواطئ رئيسية، الشواطئ الشمالية الغربية والشمالية والشمالية الشرقية، وتحيط بالشعاب المرجانية الشواطئ الشمالية والشمالية الغربية. يُعتقد أن المنخفض الموجود في وسط الجزيرة عبارة عن بحيرة مرتفعة. لا يوجد سوى مصدر واحد معروف لمياه الشرب، وهو نبع مائل للملوحة على الشاطئ الشمالي ينكشف عند نصف المد، وينبع من شق في الصخور المسطحة، التي تشكل أسطحها الكبيرة وجه الشاطئ. يبلغ نطاق المد والجزر المحيطي قرابة متر واحد عند المد الربيعي.

## النباتات
وبغض النظر عن خمسة أنواع نباتية متاخمة للشواطئ، بما في ذلك نخيل جوز الهند، فإنها النباتات لم تستغل (تقطع). جزيرة هندرسون مغطاة بعيص متشابك بطول 5-10 أمتار، ومغطاة بشكل رقيق في المنخفض المركزي. تضم 51 نوعًا محليًا من النباتات المُزهرة، عشرة منها مستوطنة في الجزيرة. تشمل أنواع الأشجار السائدة نخيل جوز الهند، والكاذي السقفي، ومدهشة حورية (miro)، وتورنفورية فضية، ومخيط شبه قلبي (tou)، وغوتاردية جميلة، وحوقم كبير، وعثنونية الفغر الهندرسونية، وبوت ست-جونيانوم، وهرناندية ستوكسية، وكتمة هوساكية، والميس.

## الحيوانات

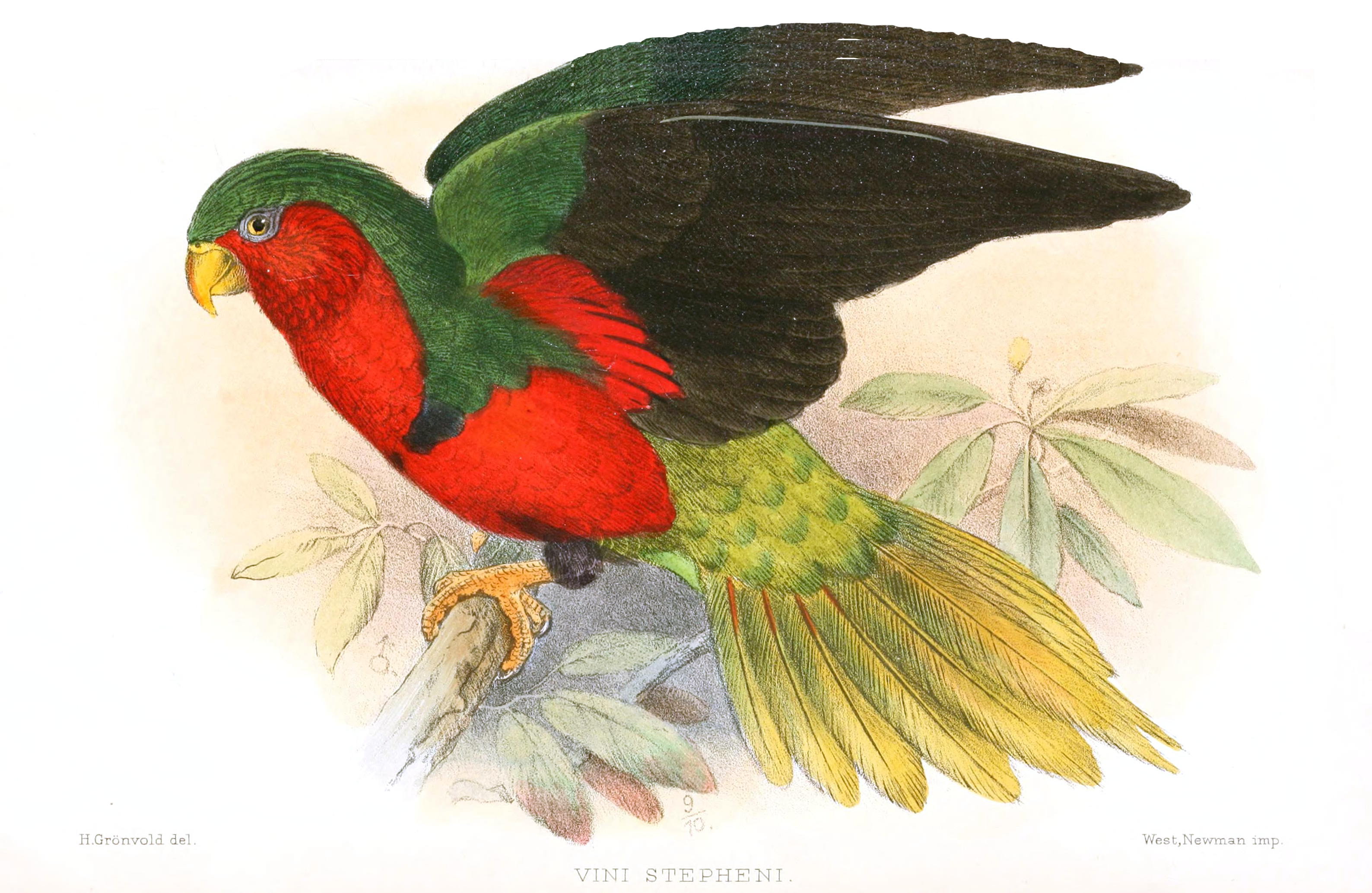
لوريكيت هندرسون (Vini stepheni)، المعروف أيضًا باسم لوريكيت ستيفن، هو نوع من الببغاء في فصيلة الببغائية، المستوطنة في جزيرة هندرسون.

### الطيور
تعد الجزيرة موطنًا لأربعة أنواع من الطيور البرية المستوطنة - يمامة الفاكهة هندرسون، ولوريكيت هندرسون، وهازجة القصب هندرسون، ومرعة هندرسون عديم الطيران. ثلاثة أنواع من فصيلة الحمامية - حمام هندرسون الأرضي، وحمام هندرسون الإمبراطوري، وحمام هندرسون القديم - بالإضافة إلى طائر رمل هندرسون، كانت مستوطنة سابقًا في الجزيرة، ولكنها انقرضت عندما وصل البولينيزيون حوالي عام 1000 بعد الميلاد. من بين خمسة عشر نوعًا من الطيور البحرية غير المستوطنة التي عُثر عليها، يُعتقد أن تسعة أو أكثر تتكاثر في الجزيرة. كانت مستعمرات تكاثر طائر النوء هندرسون مهددة بالانقراض عالميًا التي تواجدت سابقًا في جزيرة دوسي ولكن قُضي عليها من قبل الفئران الغازية بحلول عام 1922. ويُعتقد أنها الآن تعشش بشكل فريد في جزيرة هندرسون.
تشمل اللقى العظمية المرتبطة بمواقع الاستيطان البولينيزية في عصور ما قبل التاريخ والتي يعود تاريخها إلى ما بين 500 و800 عام مضت، عظام طائر النوء البولينيزي، والحمام الإمبراطوري المركيزي، والحمام الإمبراطوري البولينيزي أو الحمام الإمبراطوري الهادي والتي لم تعد موجودة في الجزيرة، بالإضافة إلى عظمين آخرين - جلم ماء كريسمس وأحمق أحمر القدمين - التي لا تزال تزور الجزيرة ولكنها لم تعد تعشش فيها. من المفترض أن المستوطنين البولينيزيين ربما تسببوا في أنقراض أنواع الطيور هذه، إلى جانب ستة أنواع من القواقع الأرضية، وقد يكون فقدان الإمدادات الغذائية الجاهزة والمنتظمة قد ساهم في اختفاء البولينيزيين لاحقًا. عُرّفة الجزيرة من قبل جمعية الطيور العالمية باعتبارها منطقة طيور مهمة للطيور البرية المستوطنة والطيور البحرية المتكاثرة.

### حيوانات أخرى

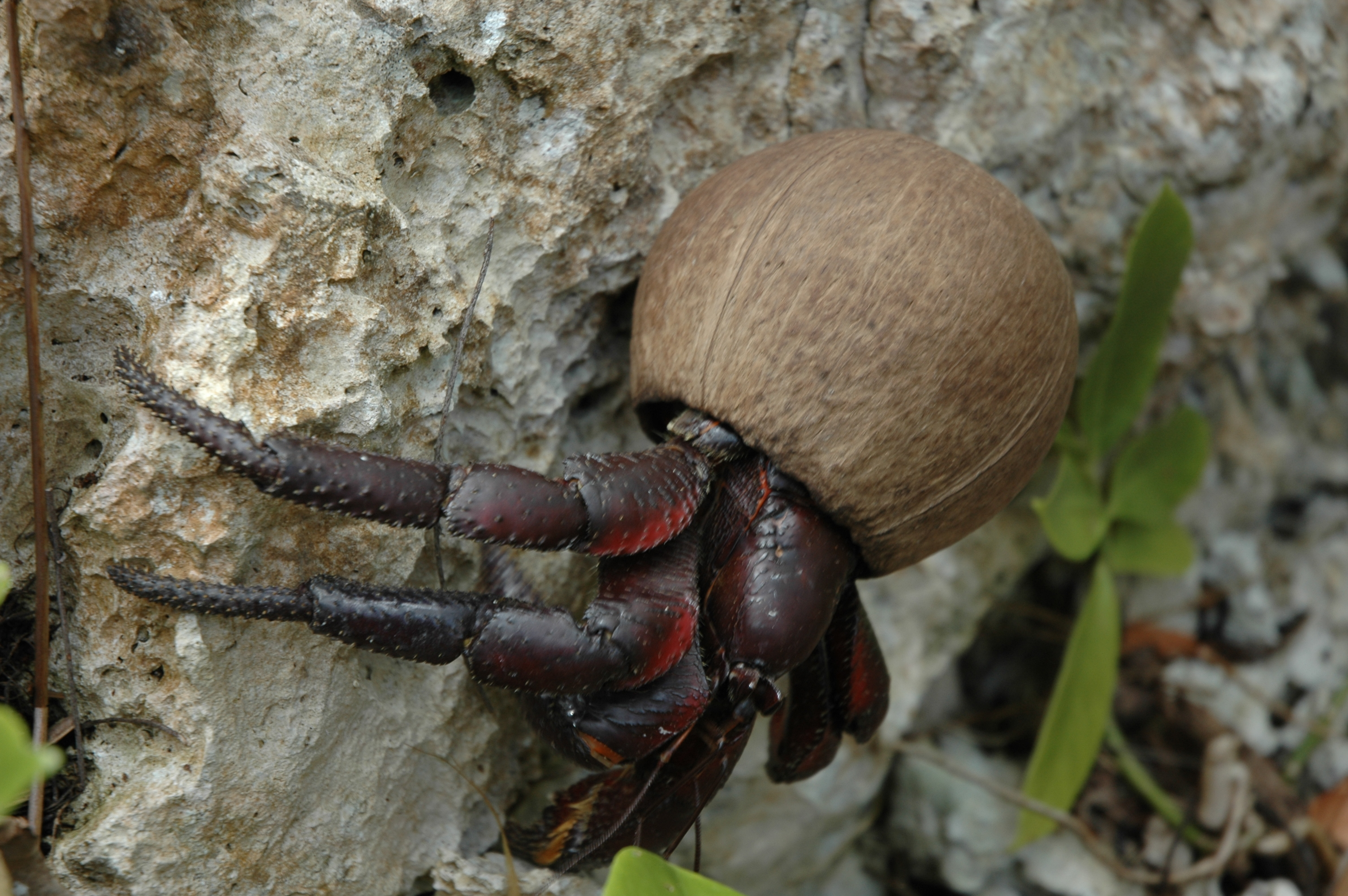
السرطان الناسك

أنواع اللافقاريات غير معروفة إلى حد كبير ولكن ثلث بطنيات الأقدام والحشرات غير البحرية المعروفة في الجزيرة مستوطنة. لا توجد ثدييات محلية ولكن جرذ المحيط الهادئ، الذي أدخله البولينيزيون منذ 800 عام، يتكاثر في الجزيرة. وتم التعرف على السقنقور (Emoia cyanura) والسلحفاة البحرية الخضراء، كما أُبلغ عن أبو بريص مجهول الهوية. وتضم الجزيرة أيضًا سرطان البحر.

### المخاطر الأحيائية
يبدو أن أعداد الطيور البرية مستقرة نسبيًا ولكن هناك خطر كبير لدخول الحيوانات المفترسة وناقلات الأمراض والأمراض إلى الجزيرة عن طريق الرسوا غير المصرح به لليخوت. من المحتمل أن يؤدي إدخال الجرذ الأسود الأوراسي أو القط المنزلي إلى انقراض فوري تقريبًا لطائر النوء هندرسون الذي يعيش على الأرض وربما أنواع أخرى. قد لا يكون لدى الطيور المستوطنة مناعة ضد جدري الطيور المميت الذي ينتقل عن طريق الذباب القارض مثل الذباب الشعراوي.
وفي الفترة بين يوليو/تموز ونوفمبر/تشرين الثاني 2011، قامت شراكة بين حكومة جزر بيتكيرن والجمعية الملكية لحماية الطيور بتنفيذ برنامج طعم سام يهدف إلى القضاء على جرذ المحيط الهادئ. كانت الوفيات هائلة ولكن من بين 50.000 إلى 100.000 جرذ، نجا ما بين 60 إلى 80 فردًا وقد تعافت جمهرة الجرذان الآن بشكل كامل، وفشل المشروع في استئصال الجرذان كليًا.

## فتات اللدائن
بحث نُشر في أبريل 2017 نظر في الفتات الموجود على العديد من الشواطئ، وأفاد بوجود "أعلى كثافة للتلوث لدائني عن أي مكان أخر في العالم" نتيجة لدوامة جنوب المحيط الهادئ. تحتوي الشواطئ على ما يقدر بنحو 37.7 مليون قطعة من الفتات تزن معًا 17.6 طنًا. في منطقة الدراسة على الشاطئ الشمالي، تُجرف ما بين 17 إلى 268 قطعة جديدة كل يوم في قسم يبلغ طوله 10 أمتار. أشارت الدراسة إلى أن الناسك الشائك (Coenobita spinosus) يصنع منازله في حاويات لدائنية جرفتها الأمواج على الشواطئ، وقد يقلل الفتات من تنوع بطنيات الأقدام على الشاطئ، وقد يساهم في تقليل عدد محاولات وضع السلاحف البحرية بيوضها وقد يزيد من خطر تشربك الطيور البحرية التي تعشش على السواحل بتلك اللدائن.
في يونيو 2019، حاولت رحلة استكشافية نظمتها حكومة المملكة المتحدة إزالة بعض الفتات االلدائني من الشاطئ الشرقي للجزيرة. قام الفريق بجمع ستة أطنان من القمامة اللدائنية، لكن الظروف الجوية أعاقت الجهود المبذولة لإزالة القمامة اللدائنية من الجزيرة. قامت بعثة متابعة في يوليو 2022 بجمع المزيد من اللدائن.

## معرض الصور

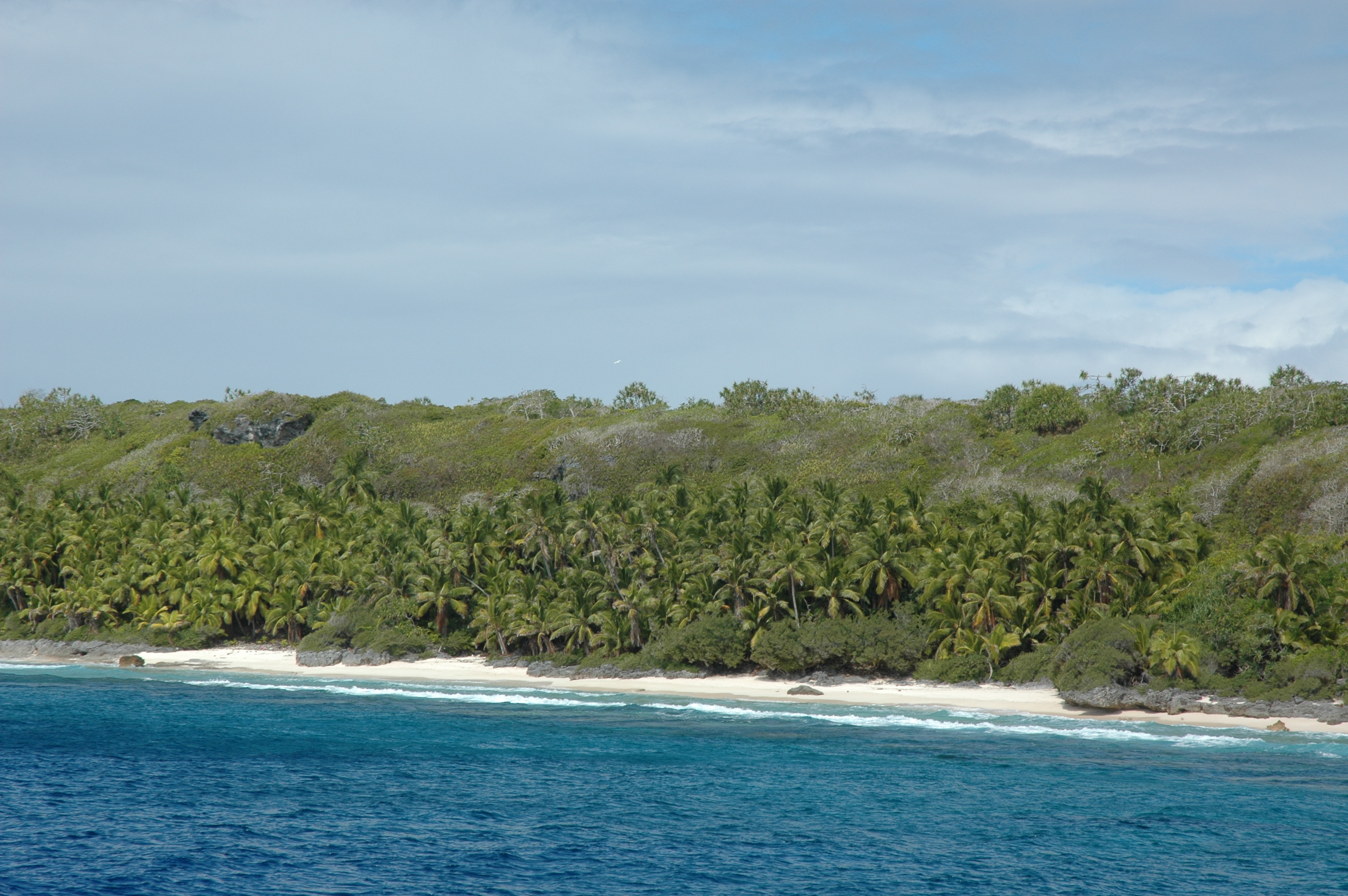
الشاطئ الشرقي
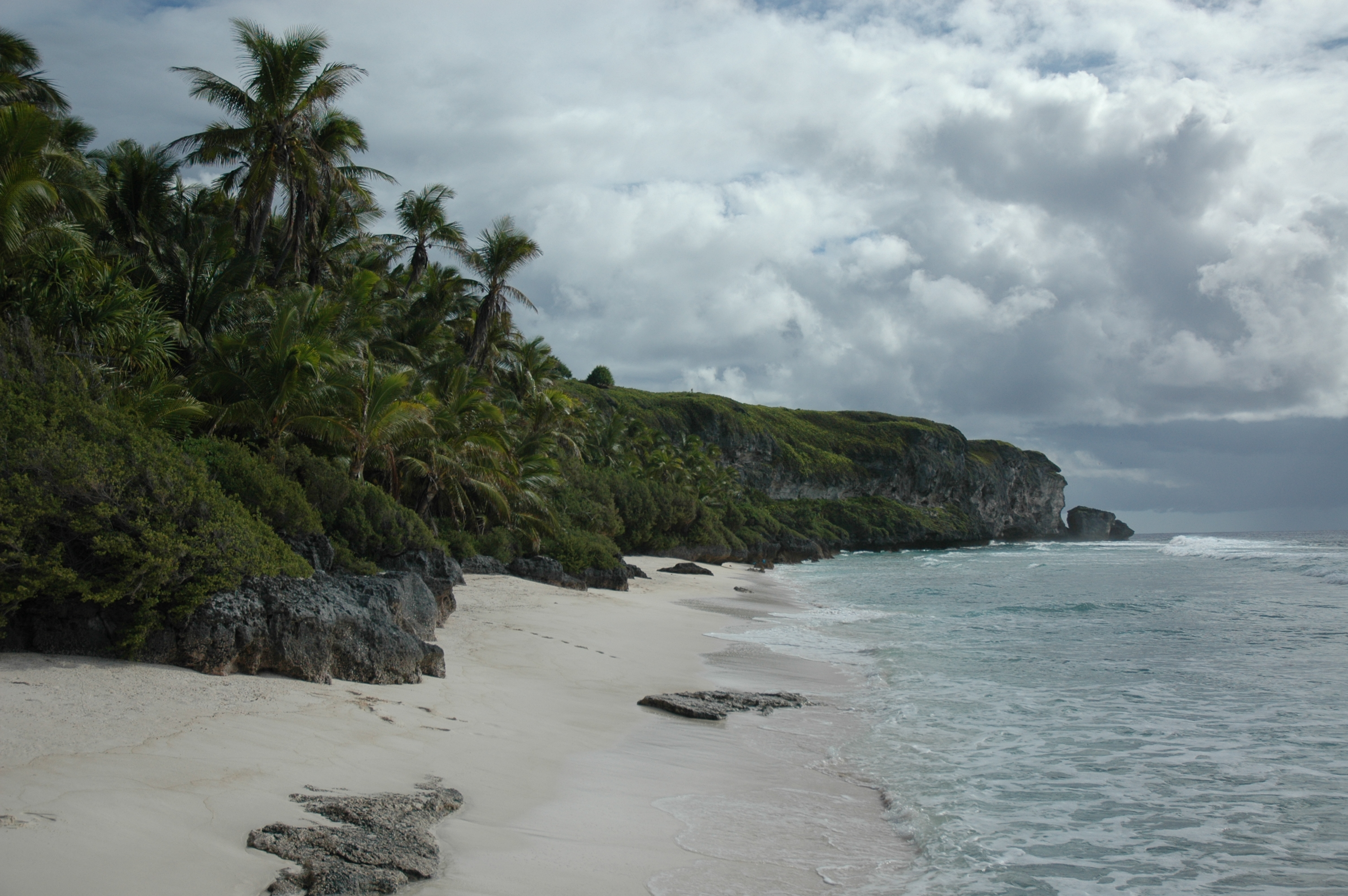
الشاطئ الشمالي الغربي
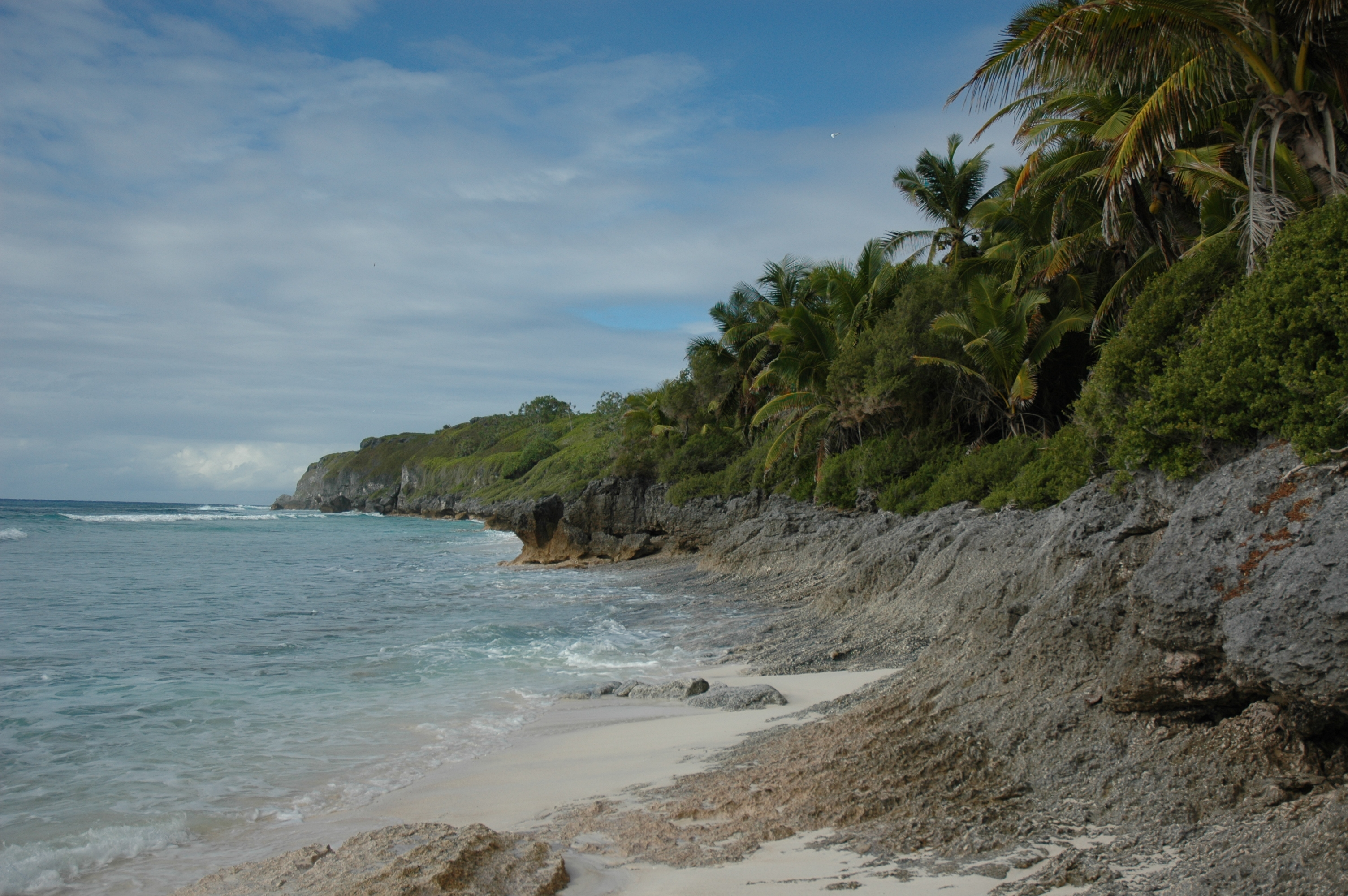
الشاطئ الشمالي الغربي
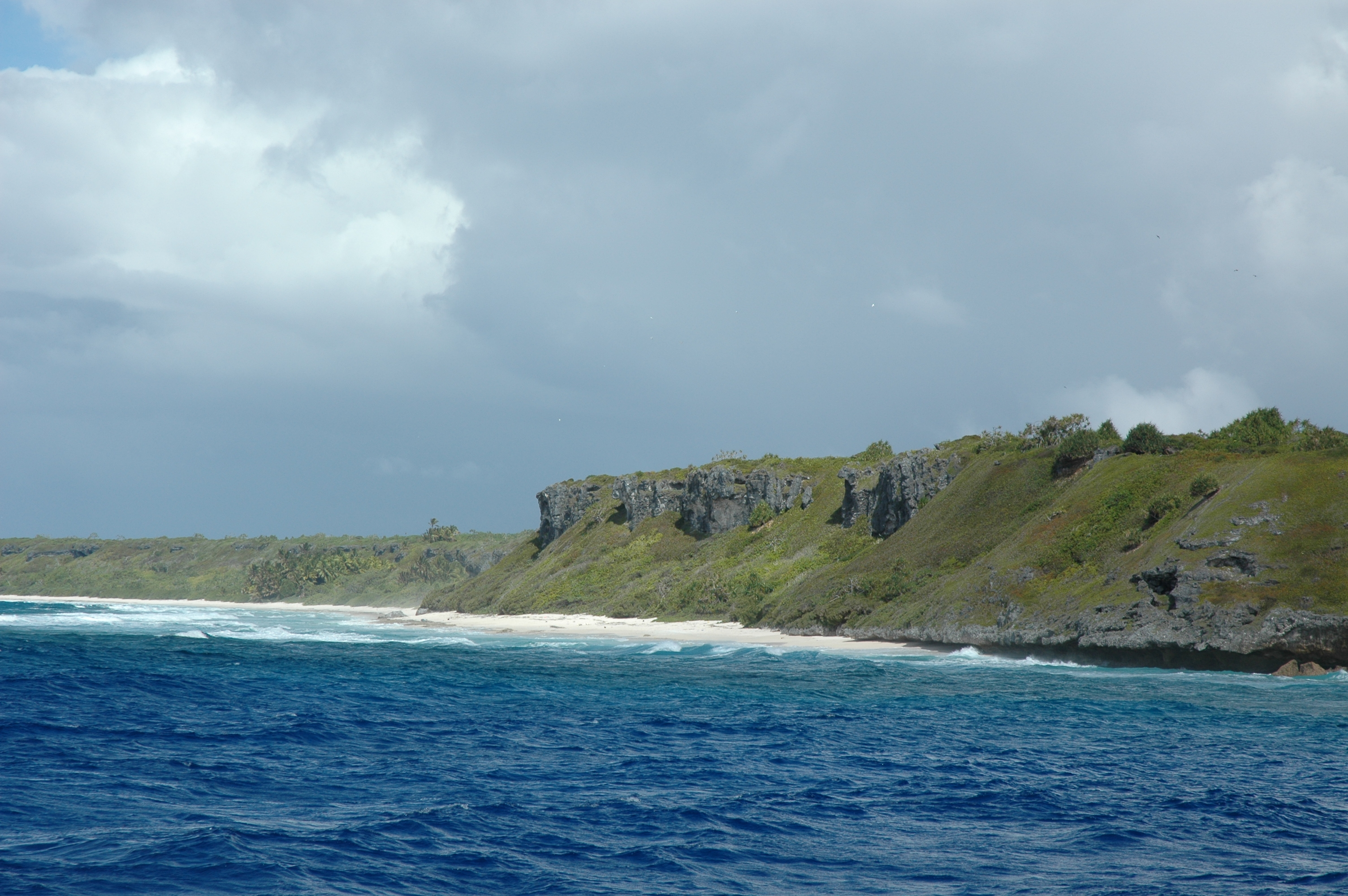
الشاطئ الشمالي
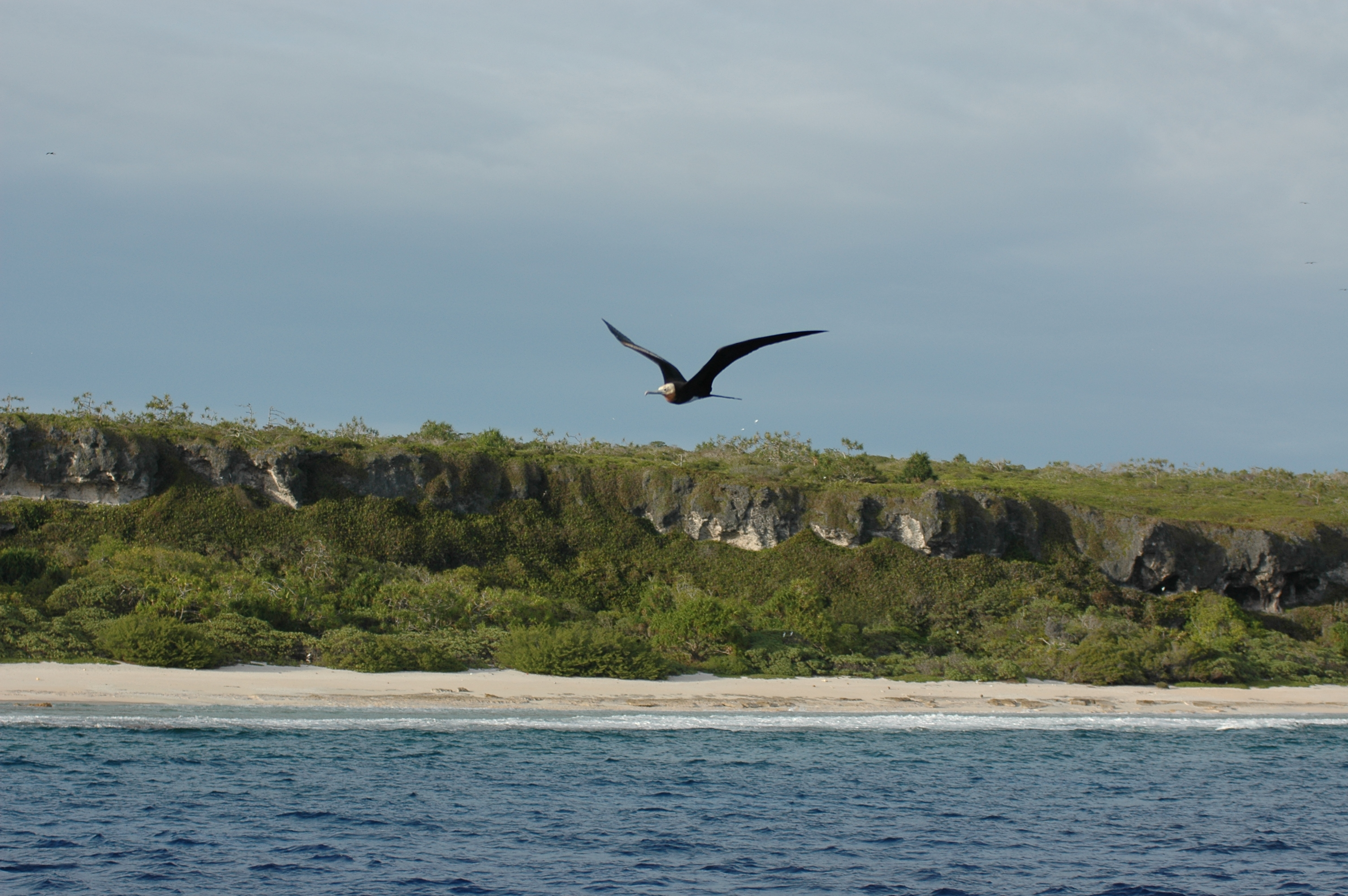
الشاطئ الشمالي